# ایده‌لوخان
ایده‌لوخان یکی از روستاهای استان آذربایجان شرقی است که در دهستان آتش بیگ قرانقوبخش نظرکهریزی شهرستان هشترود واقع شده‌است.